# Difesa est-indiana
La difesa est-indiana, detta anche difesa indiana di re, è una delle più comuni aperture degli scacchi adottabili dal Nero in risposta alla mossa del bianco 1.d4, caratterizzata dalle mosse iniziali:
 1.d4 Cf6 
 2.c4 g6

 3.Cc3 Ag7

Lo scopo principale della difesa è cercare di chiudere il centro per contrattaccare sul lato di re, mentre il bianco solitamente attaccherà sul lato di donna. L'esperienza dice che questa difesa dà maggiori possibilità al bianco, ma questo accade anche in altre aperture, dato che il fatto di muovere per primo lascia sempre al bianco, a gioco corretto, un certo vantaggio.
Come nelle altre difese indiane, come la difesa Grünfeld, la difesa ovest-indiana e la difesa nimzo-indiana, il Nero permette in un primo momento al Bianco di occupare il centro, per poi cercare di scardinarlo tramite le spinte di rottura...e5 oppure...c5, supportate dall'azione dell'alfiere in fianchetto.
Tra i primi ad adottare questo impianto vi furono Frederick Yates e Richard Réti. Le diedero notevoli contributi diversi giocatori della scuola sovietica, tra cui David Bronstein, Isaak Boleslavs'kyj e Juchym Heller  . Nel suo celebre libro Neuhausen-Zurigo 1953, Bronštejn ha scritto:
«Negli ultimi quindici anni la difesa est-indiana è stata giocata in Unione Sovietica solo da qualche giocatore che desiderava evitare le varianti iper-analizzate e passive del gambetto di donna rifiutato: non era praticamente mai adottata al di fuori delle nostre frontiere. È stata impiegata solo due volte nelle cinquanta partite del torneo per il campionato del mondo del 1948. Per contro, qui a Zurigo un terzo delle partite iniziate con 1.d4 sono diventate delle est indiane, e i giocatori stranieri vi hanno fatto ricorso tanto frequentemente quanto i sovietici.»
Questa apertura, dagli svolgimenti spesso molto complessi sia dal punto di vista strategico che tattico, è stata una delle armi principali nelle mani di molti campioni, tra cui Michail Tal', Bobby Fischer e Garri Kasparov.

## Varianti principali
- Variante classica  3.Cc3 Ag7 4.e4 d6 5.Cf3 0-0 6.Ae2 e5 
  - Variante principale (o var. Mar del Plata)  7.0-0 Cc6 8.d5 Ce7. Il bianco ora ha a disposizione molte continuazioni, come 9.b4, 9.Ad2, 9.Ce1, 9.Cd2.
In questa variante in genere il bianco cercherà di attaccare sul lato di donna preparando la spinta c4-c5, mentre il nero proverà ad attaccare sul lato di re, muovendo il cavallo di re per effettuare la spinta ...f5.
  - 7.0-0 Cbd7
  - 7.0-0 exd4 8.Cxd4 
  - Variante di cambio  7.dxe5 dxe5 8.Dxd8 Txd8. Il bianco cerca di ottenere un piccolo vantaggio dopo il cambio delle donne. La variante è spesso giocata nel caso il bianco cerchi una patta veloce, ma la posizione è ancora piena di spunti per entrambe le parti. Da notare che il bianco non guadagna un pedone dopo 9.Cxe5, per il seguito 9...Cxe4, e se 10.Cxf7? Axc3+.
- Variante Sämisch  3.Cc3 Ag7 4.e4 d6 5.f3. Questa variante spesso conduce a partite di attacco-contrattacco, dopo l'arrocco del bianco sul lato di donna e del nero sul lato di re.
- Variante Averbach  3.Cc3 Ag7 4.e4 d6 5.Ae2 0-0 6.Ag5.

Le varianti principali prevedono che il nero giochi ...c5, che può essere preceduta da ...h6. Un errore sarebbe 6...e5?, per via di 7.dxe5 dxe5 8.Dxd8 Txd8 9.Cd5, con attacco sul cavallo f6 e sul pedone c7.
- Variante quattro pedoni  3.Cc3 Ag7 4.e4 d6 5.f4
- Variante Smyslov   3.Cc3 Ag7 4.e4 d6 5.Ag5
- Variante di fianchetto  3.Cf3 Ag7 4.g3 0-0 5.Ag2 d6 6.Cc3

## Codici ECO
- E60  1.d4 Cf6 2.c4 g6
  - E61  1.d4 Cf6 2.c4 g6 3.Cc3
  - E62  1.d4 Cf6 2.c4 g6 3.Cc3 Ag7 4.Cf3 d6 5.g3 (variante di fianchetto)
  - E63  1.d4 Cf6 2.c4 g6 3.Cc3 Ag7 4.Cf3 d6 5.g3 O-O 6.Ag2 Cc6 7.O-O a6
  - E64  1.d4 Cf6 2.c4 g6 3.Cc3 Ag7 4.Cf3 d6 5.g3 O-O 6.Ag2 c5
  - E65  1.d4 Cf6 2.c4 g6 3.Cc3 Ag7 4.Cf3 d6 5.g3 O-O 6.Ag2 c5 7.O-O
  - E66  1.d4 Cf6 2.c4 g6 3.Cc3 Ag7 4.Cf3 d6 5.g3 O-O 6.Ag2 c5 7.O-O Cc6 8.d5
  - E67  1.d4 Cf6 2.c4 g6 3.Cc3 Ag7 4.Cf3 d6 5.g3 O-O 6.Ag2 Cbd7
  - E68  1.d4 Cf6 2.c4 g6 3.Cc3 Ag7 4.Cf3 d6 5.g3 O-O 6.Ag2 Cbd7 7.O-O e5
  - E69  1.d4 Cf6 2.c4 g6 3.Cc3 Ag7 4.Cf3 d6 5.g3 O-O 6.Ag2 Cbd7 7.O-O e5 8.e4 c6

- E70  1.d4 Cf6 2.c4 g6 3.Cc3 Ag7 4.e4 
  - E71  1.d4 Cf6 2.c4 g6 3.Cc3 Ag7 4.e4 d6 5.h3 (variante Makogonov)
  - E72  1.d4 Cf6 2.c4 g6 3.Cc3 Ag7 4.e4 d6 5.g3
  - E73  1.d4 Cf6 2.c4 g6 3.Cc3 Ag7 4.e4 d6 5.Ae2
  - E74  1.d4 Cf6 2.c4 g6 3.Cc3 Ag7 4.e4 d6 5.Ae2 O-O 6.Ag5 c5 (variante Averbakh)
  - E75  1.d4 Cf6 2.c4 g6 3.Cc3 Ag7 4.e4 d6 5.Ae2 O-O 6.Ag5 c5 7.d5 e6
  - E76  1.d4 Cf6 2.c4 g6 3.Cc3 Ag7 4.e4 d6 5.f4 (variante dei quattro pedoni)
  - E77  1.d4 Cf6 2.c4 g6 3.Cc3 Ag7 4.e4 d6 5.f4 O-O 6.Ae2
  - E78  1.d4 Cf6 2.c4 g6 3.Cc3 Ag7 4.e4 d6 5.f4 O-O 6.Ae2 c5 7.Cf3
  - E79  1.d4 Cf6 2.c4 g6 3.Cc3 Ag7 4.e4 d6 5.f4 O-O 6.Ae2 c5 7.Cf3 cxd4 8.Cxd4 Cc6 9.Ae3

- E80  1.d4 Cf6 2.c4 g6 3.Cc3 Ag7 4.e4 d6 5.f3 (variante Sämisch)
  - E81  1.d4 Cf6 2.c4 g6 3.Cc3 Ag7 4.e4 d6 5.f3 O-O
  - E82  1.d4 Cf6 2.c4 g6 3.Cc3 Ag7 4.e4 d6 5.f3 O-O 6.Ae3 b6
  - E83  1.d4 Cf6 2.c4 g6 3.Cc3 Ag7 4.e4 d6 5.f3 O-O 6.Ae3 Cc6
  - E84  1.d4 Cf6 2.c4 g6 3.Cc3 Ag7 4.e4 d6 5.f3 O-O 6.Ae3 Cc6 7.Cge2 a6 8.Dd2 Tb8
  - E85  1.d4 Cf6 2.c4 g6 3.Cc3 Ag7 4.e4 d6 5.f3 O-O 6.Ae3 e5
  - E86  1.d4 Cf6 2.c4 g6 3.Cc3 Ag7 4.e4 d6 5.f3 O-O 6.Ae3 e5 7.Cge2 c6
  - E87  1.d4 Cf6 2.c4 g6 3.Cc3 Ag7 4.e4 d6 5.f3 O-O 6.Ae3 e5 7.d5
  - E88  1.d4 Cf6 2.c4 g6 3.Cc3 Ag7 4.e4 d6 5.f3 O-O 6.Ae3 e5 7.d5 c6
  - E89  1.d4 Cf6 2.c4 g6 3.Cc3 Ag7 4.e4 d6 5.f3 O-O 6.Ae3 e5 7.d5 c6 8.Cge2

- E90  1.d4 Cf6 2.c4 g6 3.Cc3 Ag7 4.e4 d6 5.Cf3
  - E91  1.d4 Cf6 2.c4 g6 3.Cc3 Ag7 4.e4 d6 5.Cf3 O-O 6.Ae2 (variante classica)
  - E92  1.d4 Cf6 2.c4 g6 3.Cc3 Ag7 4.e4 d6 5.Cf3 O-O 6.Ae2 e5
  - E93  1.d4 Cf6 2.c4 g6 3.Cc3 Ag7 4.e4 d6 5.Cf3 O-O 6.Ae2 e5 7.d5 Cbd7
  - E94  1.d4 Cf6 2.c4 g6 3.Cc3 Ag7 4.e4 d6 5.Cf3 O-O 6.Ae2 e5 7.O-O
  - E95  1.d4 Cf6 2.c4 g6 3.Cc3 Ag7 4.e4 d6 5.Cf3 O-O 6.Ae2 e5 7.O-O Cbd7 8.Te1
  - E96  1.d4 Cf6 2.c4 g6 3.Cc3 Ag7 4.e4 d6 5.Cf3 O-O 6.Ae2 e5 7.O-O Cbd7 8.Te1 c6 9.Af1 a5
  - E97  1.d4 Cf6 2.c4 g6 3.Cc3 Ag7 4.e4 d6 5.Cf3 O-O 6.Ae2 e5 7.O-O Cc6
  - E98  1.d4 Cf6 2.c4 g6 3.Cc3 Ag7 4.e4 d6 5.Cf3 O-O 6.Ae2 e5 7.O-O Cc6 8.d5 Ce7 9.Ce1 (variante principale)
  - E99  1.d4 Cf6 2.c4 g6 3.Cc3 Ag7 4.e4 d6 5.Cf3 O-O 6.Ae2 e5 7.O-O Cc6 8.d5 Ce7 9.Ce1 Cd7 10.f3